# Lime Kiln Field Day
Lime Kiln Field Day er en amerikansk stumfilm fra 1913.